# Albi
 For alternative betydninger, se Albi (flertydig). (Se også artikler, som begynder med Albi)
Albi er en kommune og by i Sydfrankrig. Byen er préfecture (hovedstad) i departementet Tarn, og den ligger ved floden Tarn, 80 kilometer nordøst for Toulouse. Indbyggerne kaldes albigensere (fransk: Albigeois). Den religiøse gruppe katharerne, også kendt som albigensere havde deres udspring i dette område, og forfølgelse af katarerne, kendt som det Albigensiske korstog (1209–1229), foregik i dette område.
Maleren Henri de Toulouse-Lautrec var født i byen, og i dag findes der et museum i hans barndomshjem.
Ved Tour de France i 1994 vandt Bjarne Riis en etape med mål i byen Albi. Etapen gik fra Bagnères-de-Bigorre over 223 kilometer til Albi.

## Verdensarvssted
Den gamle bydel, eller  «bispebyen» i Albi repræsenterer et intakt og levende bygningsmiljø som spænder fra middelalderen via renæssancen til nutiden. Den fik i 2010 status som UNESCO verdensarvsted.
Byens mest kendte seværdighed er katedralen Sainte-Cécile fra 1200-tallet, der er et mesterværk indenfor den sydfranske gotik. Katedralen opviser en virkningsfuld kontrast mellem det strenge, enkle eksteriør i mursten og det overdådige interiør.
Pont-Vieux-broen og Saint-Salvi kvarteret er også, sammen med katedralen, minder om byens rødder i 900-tallet.